# Patellapis patriciformis
Patellapis patriciformis är en biart som först beskrevs av Cockerell 1933.  Patellapis patriciformis ingår i släktet Patellapis och familjen vägbin. Inga underarter finns listade i Catalogue of Life.